# Corzé
Corzé är en kommun i departementet Maine-et-Loire i regionen Pays de la Loire i nordvästra Frankrike. Kommunen ligger i kantonen Seiches-sur-le-Loir som tillhör arrondissementet Angers. År 2022 hade Corzé 1 982 invånare.

## Befolkningsutveckling
Antalet invånare i kommunen Corzé
| Referens: INSEE |